# World War Joy
World War Joy – trzeci album studyjny amerykańskiego duetu the Chainsmokers, wydany 6 grudnia 2019 roku przez Disruptor i Columbia Records.

## Lista utworów
1. "The Reaper" (feat. Amy Shark) - 3:04
2. "Family" (oraz Kygo) - 3:21
3. "See The Way" (feat. Sabrina Claudio) - 2:56
4. "P.S. I Hope You're Happy" (feat. Blink-182) - 3:45
5. "Push My Luck" - 3:01
6. "Takeaway" (The Chainsmokers & Illenium feat. Lennon Stella) - 3:29
7. "Call You Mine" (feat. Bebe Rexha) - 3:37
8. "Do You Mean" (feat. Ty Dolla $ign & Bülow) - 3:13
9. "Kills You Slowly" - 3:35
10. "Who Do You Love" (feat. 5SOS) - 3:46